# Флегенхаймер, Жюльен
Жюльен Флегенхаймер, наст. имя Израиль (Жюль-Жак) Флегенхаймер (фр. Julien Flegenheimer; 25 апреля 1880, Женева — 1 октября 1938, Женева) — швейцарский архитектор.
Жюльен Флегенхаймер родился в еврейской семье коммивояжёра, двоюродный брат Эдмона Флега. Изучал в Женеве гуманитарные науки и юриспруденцию, затем учился в цюрихской Высшей технической школе, в 1897—1903 годах — в парижской Школе изящных искусств, в художественном ателье Одилона Редона. Впоследствии работает в Париже в архитектурном бюро, проектирует жилые дома, церкви, торговые помещения. По проектам Флегенхаймера строят также в Страсбурге (тогда немецком), а также виллы на французском Лазурном Берегу. В Капрароле, близ Рима, Флегенхаймер реставрирует Виллу Фарнезе. В Париже он сотрудничает с архитектором Анри Баром.
В 1919-20 годах Флегенхаймер возвращается в Женеву и открывает архитектурное бюро. Первые его проекты этого периода строились в Женеве и в Арозе (Граубюнден). В 1924 году Флегенхаймер создаёт в Женеве Памятник павшим французам, в том же году ему присваивается звание рыцаря Ордена Почётного легиона. С 1926 года он член Швейцарского общества инженеров и архитекторов.
Из наиболее известных работ архитектора следует назвать в первую очередь женевский Дворец Наций (1929-38), а также Корнавен, здание женевского железнодорожного вокзала (вместо сгоревшего в 1909 году). Оба сооружения возведены в неоклассическом стиле. Ж. Флегенхаймер принимал участие также в реконструкции термального курорта в Остенде (в 1929-33 годах).

## Избранные проекты и постройки

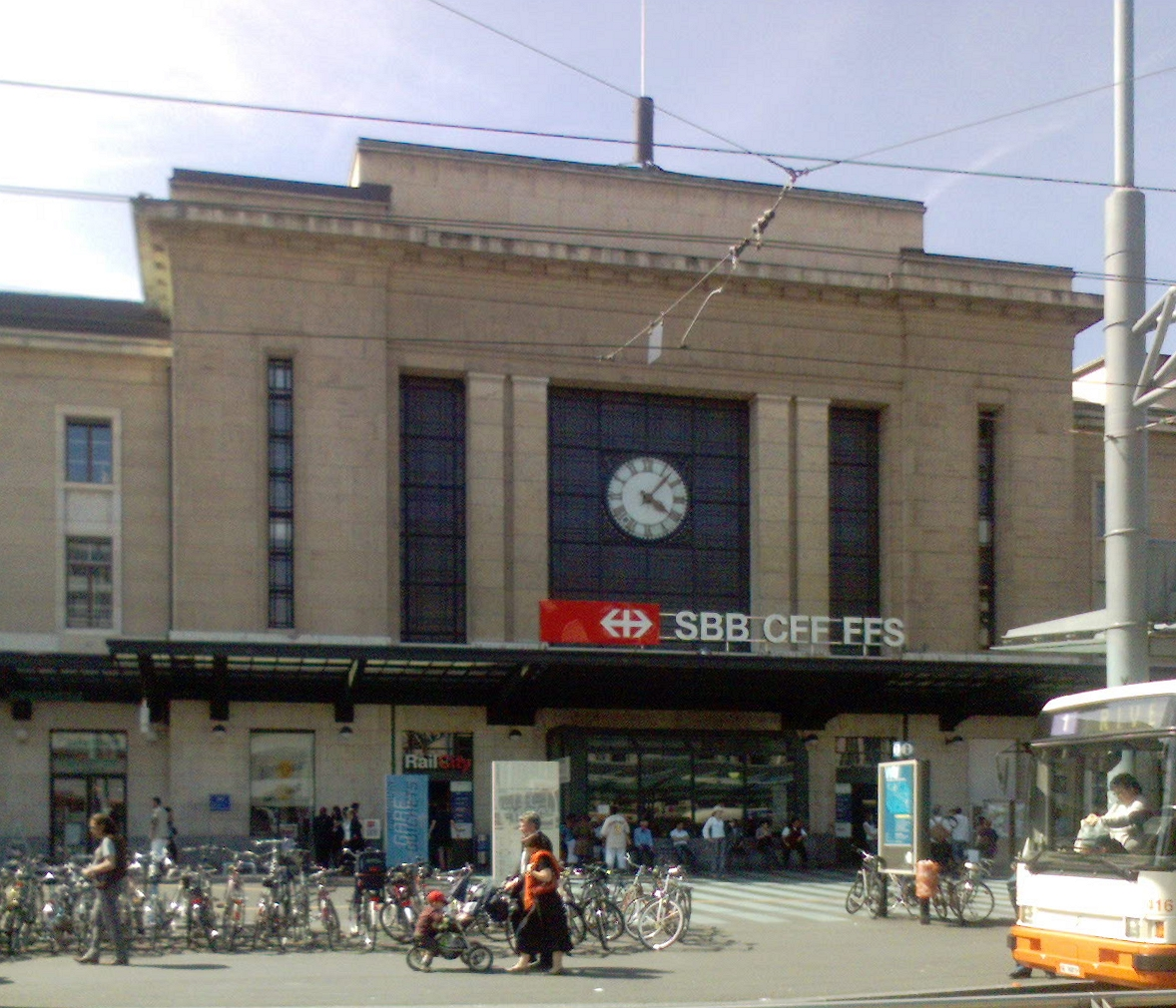
Вокзал Корнавен, Женева

- Памятник павшим французам в Женеве (1924)
- Реконструкция термального курорта в Остенде (1929—1933).
- Женевский Дворец Наций (1929—1936).
- Здание женевского железнодорожного вокзала Корнавен